# Achmat
Achmat – polski herb szlachecki pochodzenia tatarskiego.

## Opis herbu
Opis zgodnie z klasycznymi regułami blazonowania:
W polu błękitnym, nad skałą o trzech wierzchołkach, strzała złota grotem w dół, na górze rozerwana.
W klejnocie nad hełmem w koronie półksiężyc złoty rogami do góry.

## Najwcześniejsze wzmianki
Herb nadany tatarskiej rodzinie Achmatowiczów wraz ze szlachectwem w Wielkiem Księstwie Litewskim w II poł. XVIII wieku.

## Herbowni
Achmat, Achmatowicz.